# Deutsche Cadre-45/2-Meisterschaft 1937

Veranstaltungsort: Köln

Die Deutsche Cadre-45/2-Meisterschaft 1937 war eine Billard-Turnierserie und fand vom 24. bis zum 27. Februar 1937 in Köln zum 19. Mal statt.

## Geschichte
Nachdem er dreimal in den vergangenen Jahren in einer Stichpartie um den Titel gescheitert war, gewann der wieder für Berlin spielende Walter Joachim überlegen seinen ersten Deutschen Meistertitel im Cadre 45/2. Platz zwei belegte der Gelsenkirchener Gerd Thielens vor dem Berliner Werner Sorge. Erstmals traten im Cadre 45/2 der Düsseldorfer August Tiedtke und der erst 18-jährige Ernst Rudolph bei einer Deutschen Meisterschaft an.

## Turniermodus
Das ganze Turnier wurde im Round-Robin-System bis 400 Punkte mit Nachstoß gespielt. Bei MP-Gleichstand wurde in folgender Reihenfolge gewertet:
1. MP = Matchpunkte
2. GD = Generaldurchschnitt
3. HS = Höchstserie

## Abschlusstabelle
| MP    | Match Points (Sieger = 2; Unentschieden = 1; Verlierer = 0) |
| Pkte. | Erzielte Karambolagen                                       |
| Aufn. | Benötigte Versuche                                          |
| GD    | Generaldurchschnitt                                         |
| BED   | Bester Einzeldurchschnitt eines Spielers                    |
| HS    | Höchstserie                                                 |
|       | Bester GD des Turniers                                      |
|       | Bester ED des Turniers                                      |
|       | Beste HS des Turniers                                       |
|       | 1. Platz (Gold)                                             |
|       | 2. Platz (Silber)                                           |
|       | 3. Platz (Bronze)                                           |

| Klassement                 | Klassement                    | Klassement | Klassement | Klassement | Klassement | Klassement | Klassement |
| Platz                      | Name                          | MP         | Pkte.      | Aufn.      | GD         | BED        | HS         |
| -------------------------- | ----------------------------- | ---------- | ---------- | ---------- | ---------- | ---------- | ---------- |
| 1                          | Walter Joachim (Berlin)       | 14:0       | 2800       | 129        | 21,70      | 44,44      | 198        |
| 2                          | Gerd Thielens (Gelsenkirchen) | 10:4       | 2321       | 178        | 13,03      | 16,66      | 103        |
| 3                          | Werner Sorge (Berlin)         | 8:6        | 2608       | 180        | 14,48      | 23,52      | 146        |
| 4                          | Carl Foerster (Aachen)        | 8:6        | 2331       | 161        | 14,47      | 23,52      | 151        |
| 5                          | August Tiedtke (Düsseldorf)   | 6:8        | 2227       | 192        | 11,59      | 19,04      | 134        |
| 6                          | Ernst Rudolph (Essen)         | 4:10       | 2146       | 192        | 11,17      | 14,81      | 104        |
| 7                          | Andreas Oidtmann (Wuppertal)  | 4:10       | 1978       | 179        | 11,05      | 15,38      | 130        |
| 8                          | Josef Bolz (Köln)             | 2:12       | 1854       | 183        | 10,13      | 8,51       | 64         |
| Turnierdurchschnitt: 13,10 |                               |            |            |            |            |            |            |